# Marco Rubio
Marco Antonio Rubio (Miami, 28 de maio de 1971) é um político e advogado americano membro do Partido Republicano que atualmente serve como o Secretário de Estado dos Estados Unidos. Exerceu o cargo de senador júnior pela Flórida de janeiro de 2011 até janeiro de 2025. Em 20 de janeiro de 2025, com a segunda posse de Donald Trump, teve sua nomeação confirmada pelo Senado no mesmo dia, assumindo o cargo de secretário de Estado na segunda presidência de Donald Trump no dia seguinte, com seu juramento.
De ascendência cubana, Rubio é natural de Miami e graduou-se na Faculdade de Direito da Universidade da Flórida. No final da década de 1990, serviu como membro da Comissão de Governo Municipal de West Miami e foi eleito para a Câmara de Representantes da Flórida em janeiro de 2000, representando o 111º distrito.
Mais tarde, em 2002, Rubio foi designado líder da Maioria da Câmara pelo então presidente Johnnie Byrd. Ele foi eleito Presidente da Câmara de Representantes da Flórida em 2005, cargo que ocupou por dois anos, entre 2007 a 2008. Ao deixar o legislativo da Flórida em 2008, abriu um escritório de advocacia, e começou a dar aulas na Universidade Internacional da Flórida, onde é professor-adjunto.
Rubio concorreu ao Senado dos Estados Unidos em 2010, e venceu a eleição. No Senado dos EUA, ele preside a Subcomissão de Comércio dos Oceanos, Atmosfera, Pesca, e Guarda Costeira, bem como a Subcomissão de Relações Exteriores do Hemisfério Ocidental, Crimes Transnacionais, Segurança Civil, Democracia, Direitos Humanos e Assuntos Globais das Mulheres. Em 13 de abril de 2015, Rubio anunciou que abriria mão de concorrer à reeleição no Senado para concorrer à presidência. Em 15 de março de 2016, Rubio suspendeu sua campanha presidencial, após ser derrotado nas eleições primárias da Flórida, seu estado natal.

## Juventude, educação e entrada na política

Marco Rubio no ensino médio

Nascido em Miami, na Flórida, Rubio é o terceiro dos quatro filhos de Mario Rubio Reina e Oriales Rubio. Seus pais eram cubanos que imigraram para os Estados Unidos em 1956, antes da ascensão de Fidel Castro em janeiro de 1959. Sua mãe fez pelo menos quatro viagens de volta a Cuba após a vitória de Fidel Castro, incluindo uma viagem de um mês em 1961.  Nenhum dos seus pais tinha a cidadania dos EUA à época do nascimento de Rubio, mas posteriormente eles pediram cidadania americana e foram naturalizados em 1975.
Rubio frequentou a South Miami Senior High School, graduando-se em 1989. Ele então frequentou a Tarkio College em Missouri por um ano através de uma bolsa de estudos para atletas de futebol americano de 1989 a 1990, antes de matricular-se na Santa Fe Community College (atual Santa Fe College) in Gainesville, Flórida. Ele obteve seu diploma de Bachelor of Arts em Ciências Políticas na Universidade da Flórida em 1993, e seu título de Juris Doctor cum laude na University of Miami School of Law em 1996. Rubio afirmou que sua educação resultou em 100.000 dólares de empréstimos estudantis, que ele pagou em 2012.
Enquanto estudava Direito, Rubio estagiou para a Congressista Ileana Ros-Lehtinen. Ele também trabalhou na campanha presidencial de 1996 do Senador republicano Bob Dole.  Em Abril de 1998, dois anos após sair da faculdade de Direito e aos 26 anos de idade, Rubio foi eleito para uma vaga como membro da Comissão Municipal de West Miami antes de seguir para a Câmara de Representantes da Flórida no começo dos anos 2000.

## Câmara de Representantes da Flórida

### Eleições
No final de 1999, uma eleição especial foi convocada para preencher a cadeira do 111º Distrito Congressional na Câmara de Representantes da Flórida, representando Miami. A cadeira havia sido ocupada pelo Representante Carlos Valdes, que havia concorrido e vencido uma eleição para o Senado Estadual da Flórida.  Esta vaga era considerada segura para os Republicanos, então o desafio principal de Rubio era ganhar a nomeação de seu partido. Ele fez sua campanha como um moderado, defendendo cortes nos impostos e a educação infantil.
Rubio ficou em segundo lugar nas primárias Republicanas de 14 de Dezembro de 1999, mas venceu o segundo turno para a nomeação republicana, derrotando Angel Zayon (um repórter de televisão e rádio que era popular entre os exilados cubanos) por apenas 64 votos. Ele então derrotou a Democrata Anastasia Garcia com 72% dos votos na eleição de 25 de Janeiro de 2000.
Em Novembro de 2000, Rubio venceu a reeleição sem oposição. Em 2002, ele se reelegeu para um segundo mandato completo sem oposição. Em 2004, ele foi reeleito para um terceiro mandato completo com 66% dos votos. Em 2006, ele foi reeleito para um quarto mandato completo sem oposição.
Rubio serviu por quase nove anos na Câmara de Representantes da Flórida. Uma vez que as sessões legislativas da Flórida duram oficialmente apenas 60 dias, ele pode dedicar aproximadamente metade de cada ano em Miami, onde ele trabalhou primeiro em uma firma de advocacia especializada em uso e zoneamento territorial, e posteriormente em 2004, na Broad and Cassel, uma firma de advocacia e lobby de Miami, embora a lei estadual o impedisse de fazer lobby ou propor projetos de lei em benefício dos clientes da firma.

### Mandato Legislativo

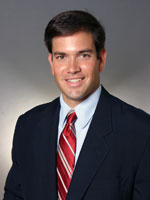
Retrato oficial de Rubio como Representante Estadual

À época em que Rubio assumiu sua cadeira no legislativo em Tallahassee em Janeiro de 2000, os eleitores da Florida haviam recentemente aprovado uma emenda constitucional sobre limites de mandato. Isto abriu espaço para novos líderes no legislativo devido a muitos incumbentes antigos estarem impedidos de se reeleger. De acordo com um artigo do National Journal, Rubio também ganhou uma vantagem extra neste ponto, pois ele havia sido empossado anteriormente devido à eleição especial, e ele tiraria vantagem destas oportunidades para juntar-se à liderança do Partido Republicano.

#### Corregedor da Maioria e Líder da Maioria
Posteriormente em 2000, o líder da maioria da Câmara, Mike Fasano, promoveu Rubio a um dos dois corregedores da maioria.  O National Journal descreveu que esta posição tipicamente requer o uso da pressão política, mas disse que Rubio adotou uma abordagem diferente que focou mais em persuadir os membros da Câmara e menos em coagi-los.
Fasano renunciou a função de líder da maioria da Câmara em Setembro de 2001 devido a divergências com o presidente da Câmara, e o presidente ignorou Rubio para nomear um substituto mais experiente para Fasano. Rubio voluntariou-se para trabalhar na redistribuição dos distritos eleitorais, o que ele cumpriu ao dividir o estado em cinco regiões, e após isso ao trabalhar individualmente com o envolvimento dos membros do legislativo, e este trabalho ajudou a solidificar seu relacionamento com os líderes do Partido Republicano.
Em Dezembro de 2002, Rubio foi nomeado Líder da Maioria da Câmara pelo presidente Johnnie Byrd. Ele persuadiu o Presidente Byrd a reestruturar a função do Líder da Maioria, de modo que as disputas legislativas seria deixadas a cargo do corregedor, e Rubio se tornaria o principal porta-voz do Partido Republicano na Câmara.
Segundo o National Journal, durante este período Rubio não aderiu completamente aos princípios doutrinários do conservadorismo, e alguns de seus colegas o descreveram como um centrista "que procurou Democratas e grupos que tipicamente não se alinham com o Partido Republicano". Ele co-patrocinou projetos de lei que permitiriam aos trabalhadores rurais processar produtores na corte estadual se eles fossem enganados no pagamento, e co-patrocinou um projeto de lei que pagaria as taxas de matrícula dos filhos de imigrantes não documentados, às custas do Estado.  No pânico causado pelos ataques de 11 de Setembro, ele expressou sua suspeita acerca da expansão dos poderes de detenção da polícia, e ajudou a derrotar um projeto de lei do Partido Republicano que requereria às universidades um relatório mais intensivo ao estado sobre estudantes estrangeiros.

#### Presidente da Câmara
Em 13 de Setembro de 2005, aos 34 anos de idade, Rubio concorreu à presidência da Câmara estadual após os  Representantes Dennis Baxley, Jeff Kottkamp, e Dennis A. Ross desistirem de concorrer. Ele só foi empossado mais de um ano depois, em Novembro de 2006. Ele tornou-se o primeiro cubano-americano a ser presidente da Câmara de Representante da Flórida, e permaneceria na presidência até Novembro de 2008.

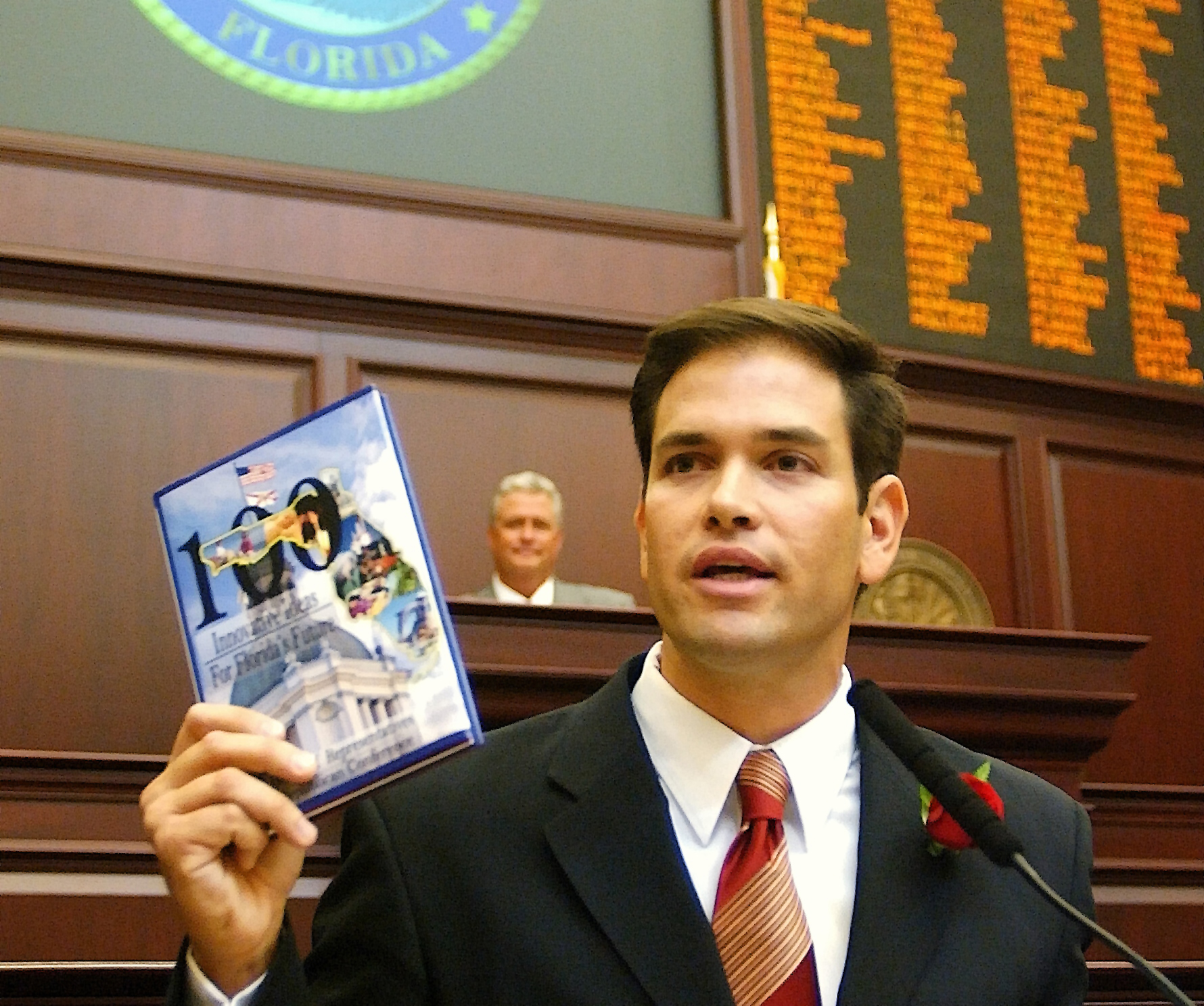
O então Presidente designado Rubio, desafiando seus colegas de Câmara a ajudar a escrever "100 Ideias Inovadoras Para o Futuro da Flórida", em Setembro de 2005

Quando ele foi escolhido para ser o futuro presidente em 2005, Rubio fez um discurso na Câmara no qual ele pediu aos membros para olharem em suas mesas, onde cada um encontrou um livro em capa dura intitulado 100 Ideias Inovadoras Para o Futuro da Flórida; mas o livro estava intencionalmente em branco, porque ele ainda não havia sido escrito, e Rubio disse a seus colegas que eles preencheriam juntos as páginas com a ajuda dos cidadãos comuns da Flórida. Em 2006, após viajar por todo o estado, conversar com cidadãos e compilar suas ideias, Rubio publicou o livro. O National Journal chamou este livro de a "peça central do início da presidência de Rubio".  24 das "ideias" tornaram-se leis, enquanto outras 10 foram parcialmente implantadas. Entre os itens do livro que se tornaram lei estão registros automotivos de válidos por mais de um ano, um requerimento para que escolas de ensino médio ofereçam mais cursos vocacionais, e um programa expandido de escolha escolar tipo voucher. Defensores de Rubio, e mesmo alguns de seus críticos, apontam que as dificuldades econômicas nacionais se sobrepuseram a boa parte da presidência de Rubio, de modo que financiar novas propostas legislativas tornou-se difícil.
À época em que Rubio assumiu como presidente, Jeb Bush estava terminando seu mandato como governador, deixando o cargo em Janeiro de 2007. Um artigo do National Journal descreveu o estilo de Rubio como sendo muito diferente do de Bush; enquanto Bush foi um administrador muito assertivo em Tallahassee, o artigo diz que o estilo de Rubio era delegar certos poderes, renunciar outros e convidar antigos rivais políticos para dentro de seu círculo interno.

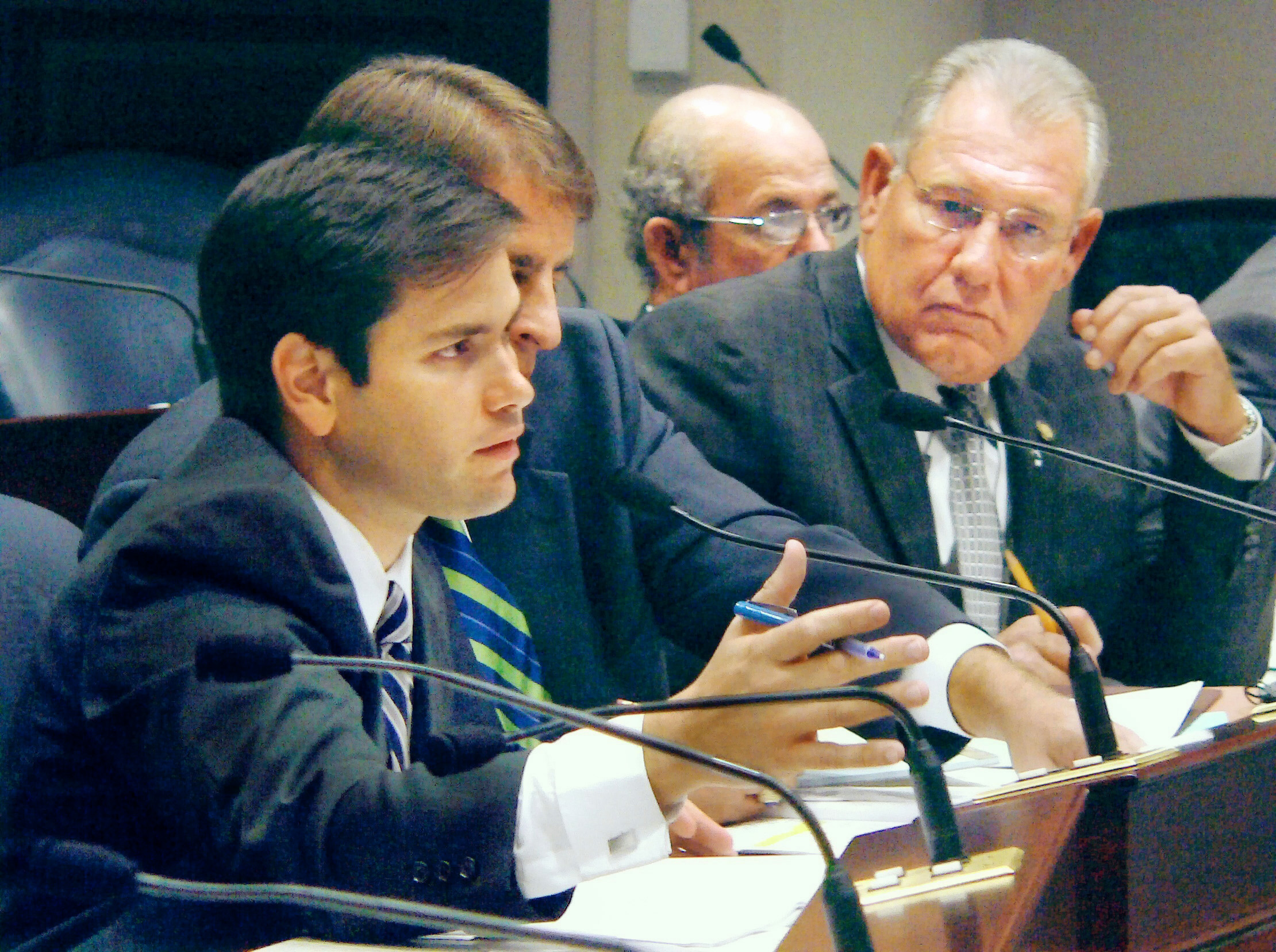
Rubio como Presidente do Comitê Especial sobre Direitos de Propriedade Privada da Câmara, Outubro de 2005

Em 2006, o estado da Flórida aprovou limitações legais à autoridade do governo estadual de expropriação, em resposta à decisão de 2005 da Suprema Corte no caso Kelo versus Cidade de New London que adotou uma posição ampla sobre o poder governamental de desapropriação de propriedade privadas. Esta legislação estadual foi proposta por um comitê especial presidido por Rubio antes de assumir a presidência da Câmara de representantes da Flórida.
Jeb Bush foi sucedido como governador por Charlie Crist, um Republicano moderado que assumiu o cargo em Janeiro de 2007.  Rubio e Crist entraram em conflito por diversas vezes. O conflito mais intenso envolveu uma iniciativa do governador de expandir o número de cassinos na Flórida. Rubio processou Crist por passar por cima do Poder Legislativo da Flórida para fazer um acordo com a tribo dos Seminoles. A Suprema Corte da Flórida concordou com Rubio e bloqueou o acordo.
Rubio também foi um crítico da estratégia de Crist para lutar contra as mudanças climáticas através de uma ordem executiva criando novos limites de emissão para automóveis e utilitários. Rubio acusou Crist de impor "encargos à moda dos governos de alta densidade europeus", e o legislativo, sob a liderança de Rubio, enfraqueceu o impacto da iniciativa de Crist.  Rubio disse que a abordagem de Crist prejudicaria os consumidores por elevar o valor das contas sem com isso surtir muito efeito no meio ambiente, e que uma abordagem melhor seria promover o uso de biocombustíveis (como por exemplo o etanol), painéis solares e eficiência energética.
Rubio introduziu um planos para reduzir impostos estaduais sobre a propriedade para os níveis de 2001 (e potencialmente eliminá-los completamente), e simultaneamente aumentar impostos sobre vendas em 1% a 2.5% para financiar as escolas públicas. A proposta teria reduzido os impostos sobre a propriedade no estado em 40 a 50 bilhões de dólares. Sua proposta foi aprovada na Câmara, mas teve oposição do governador Crist e  dos Republicanos do Senado Estadual da Flórida, que disseram que o aumento de impostos sobre vendas iria afetar desproporcionalmente os pobres. Então, Rubio concordou com mudanças menores, e uma proposta de Crist de dobrar a isenção do imposto estadual sobre a propriedade de 25 mil dólares para 50 mil dólares (com uma redução tributária estimada por Crist de 33 bilhões de dólares) finalmente foi aprovada. Membros do Poder Legislativo chamaram isto de "o maior corte de impostos da história da Flórida até então". Na época, o ativista republicano antitributação Grover Norquist descreveu Rubio como "o maior líder legislativo pró-contribuinte no país."

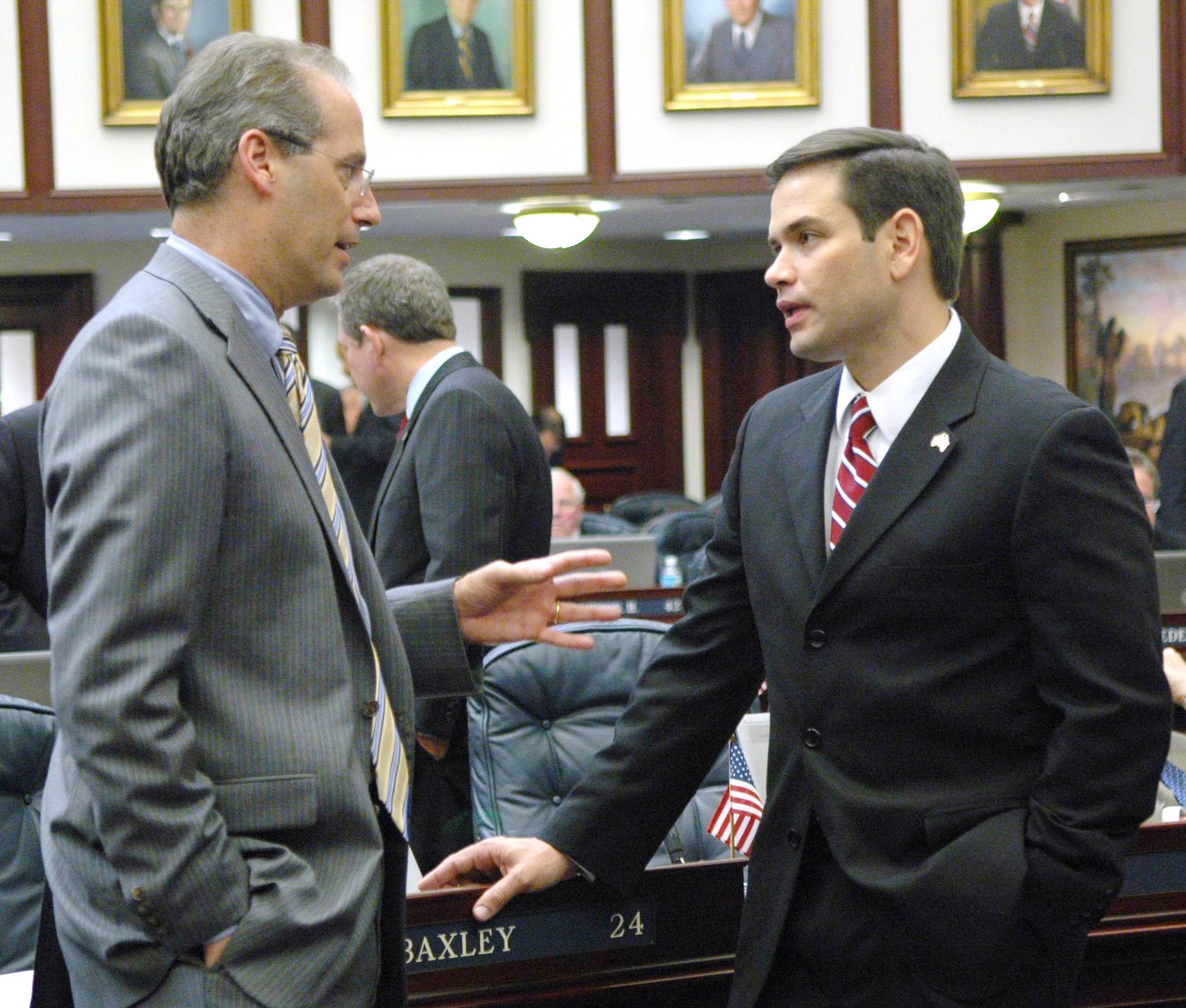
Rubio em reunião com o líder do Partido Democrata, Dan Gelber, durante a sessão legislativa de 2007.

Como presidente da Câmara, Rubio "agressivamente tentou empurrar a Flórida para a direita política," segundo o canal americano de notícias NBC News, e frequentemente entrou em conflito com o Senado Estadual da Flórida, que era composto em sua maioria por republicanos moderados, e com o então governador Charlie Crist, um republicano centrista à época.  Embora fosse conservador, "nos bastidores muitos Democratas consideravam Rubio alguém com quem eles poderiam trabalhar," segundo o biografista Manuel Roig-Franzia. Dan Gelber, de Miami, o líder dos Democratas na Câmara no período da presidência de Rubio, considerava-o "um verdadeiro conservador" mas não "um partidário fanático," dizendo: "Ele não tinha objeções em trabalhar com o outro lado só porque eles eram o outro lado. Para ser direto, ele não era um babaca." Gelber considerou Rubio "um conservador rigoroso, posicionado demais à direita, mas provavelmente o porta-voz mais talentoso que a direita poderia ter esperança de possuir."
Enquanto presidente da Câmara de Representantes da Flórida, Rubio dividiu uma residência em Tallahassee como outro representante, David Rivera. A casa foi posteriormente tomada em 2010 após muitos atrasos no pagamento da hipoteca. Naquele tempo, Rubio assumiu a responsabilidade pelos pagamentos, e a casa foi finalmente vendida.

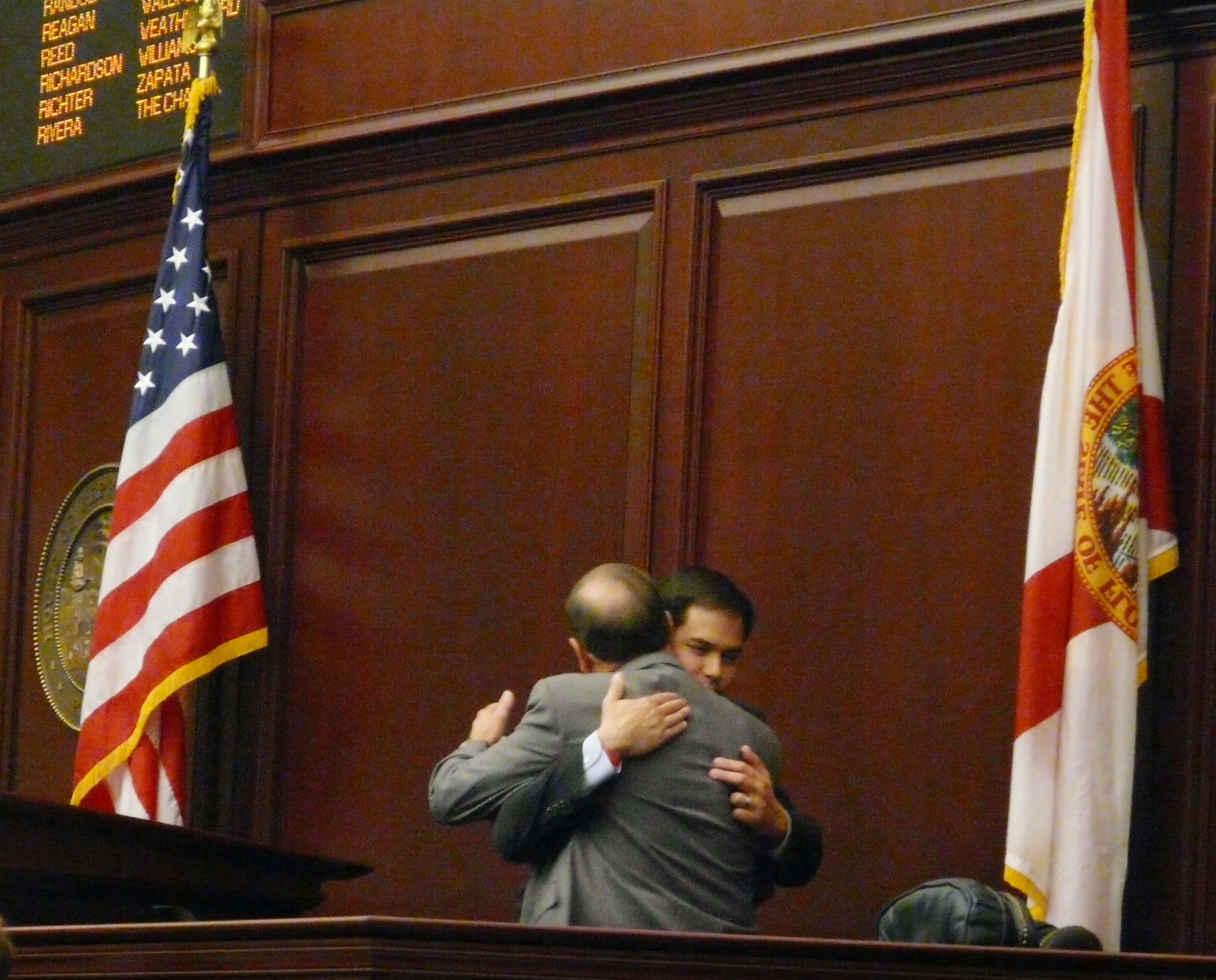
O Presidente da Câmara, Marco Rubio e o Presdente do Senado, Ken Pruitt se abraçam após à aprovação por unanimidade da Câmara do decreto legislativo do Senado Estadual para expressar formalmente arrependimento pela escravidão. Março de 2008

Em 2007, o Senator Estadual democrata Tony Hill, presidente da Bancada Negra do legislativo, requereu que o legislativo pedisse desculpas formais pela escravidão, e Rubio disse que a ideia merecia discussão. No ano seguinte, Rubio disse que tal pedido de desculpas poderia ser importante, embora simbólico; ele apontou que mesmo em 2008 jovens afro-americanos do sexo masculino "acreditavam que o sonho americano não está disponível para eles".  Ele ajudou a estabelecer um conselho sobre questões enfrentadas por jovens e adultos negros, persuadiu colegas a instituir uma cópia da Harlem Children's Zone nas redondezas de Liberty City, Miami, e apoiou esforços para promover a alfabetização e aprendizado para crianças negras e outros.
Em 2010, durante a campanha de Rubio ao Senado dos Estados Unidos, e novamente em 2015 durante sua campanha presidencial, questões foram levantadas pela mídia e por seus oponentes políticos a respeito de alguns itens comprados por Rubio usando o cartão de crédito do Partido Republicano da Flórida durante seu período como presidente da Câmara. Rubio gastou cerca de 110 mil dólares durante estes dois anos, dos quais 16 mil foram gastos pessoais sem relação com os negócios do partido, como alimentos e passagens de avião. Rubio disse que pagou pessoalmente à companhia de cartão de crédito mais de 16 mil dólares por estes gastos pessoais. Em 2012, a Comissão de Ética da Flórida livrou Rubio da acusação de uso indevido do cartão de crédito do partido, embora o inspetor da comissão tenha dito que Rubio exibiu um "nível de negligência" ao não usar seu próprio cartão de crédito. Em Novembro de 2015, Rubio tornou públicas as faturas do seu cartão de crédito do partido de Janeiro de 2005 a Outubro de 2006, que mostraram oito transações pessoais totalizando $7,243.74, as quais ele reembolsou todas pessoalmente, na maioria dos casos no período de faturamento seguinte. Ao tornar públicos os registros de gastos, o porta-voz de Rubio, Todd Harris disse: "Estas faturas são de mais de 10 anos atrás. E as únicas pessoas que questionam sobre elas hoje são da mídia liberal ou nossos oponentes políticos. Nós estamos tornando-as públicas agora porque Marco não tem nada a esconder."

## Professor Adjunto na Universidade Internacional da Flórida
Após deixar o legislativo da Flórida em 2008, Rubio abriu seu próprio escritório de advocacia, e também começou a trabalhar na Universidade Internacional da Flórida como professor adjunto.  Em 2011, ele voltou à Universidade após entrar no Senado dos Estados Unidos, onde lecionava geralmente às segundas-feiras e sextas-feiras, quando o Senado normalmente não está em sessão.  Rubio leciona no Departamento de Política e Relações Internacionais, que faz parte Escola Steven J. Green de Relações Públicas e Internacionais da Universidade Internacional da Flórida.  Ele lecionava até quatro disciplinas por ano sobre política da Flórida, partidos políticos e política legislativa.
A avaliação de Rubio por seus alunos tem sido positiva, mesmo de alunos que discordam dele politicamente. Ele em de forma geral dá a impressão de ser imparcial e apartidário, e quando oferece sua própria opinião a identifica como tal.  Rubio diz querer alunos que, quando assistam aos noticiários, tenham apreciação pelo que realmente está acontecendo por trás das cenas, e diz que lecionar "às vezes me força a parar e analisar algumas coisas".
Após 2015, a indicação de Rubio como professor da Universidade Internacional da Flórida não é mais alvo de críticas partidárias, embora tenha sido inicialmente.  A universidade obteve financiamentos estaduais consideráveis quando Rubio foi presidente da Câmara da Flórida, mas muitos outros empregos da universidade foram eliminados devido a problemas de financiamento à época em que ele foi indicado para ser professor. Segundo as notícias reportadas sobre a presidência de Rubio, ele "pode ter ajudado a universidade a conseguir dinheiro anteriormente, mas todos os projetos já haviam sido programados para financiamento pelo Conselho de Governadores do estado (órgão que administra as universidades na Flórida)." O presidente do senado da faculdade à época criticou a indicação, e Charlie Crist levantou a questão contra Rubio durante a eleição para o Senado dos Estados Unidos de 2010. O porta-voz de Rubio, Alex Burgos, disse que a posição foi aprovada antecipadamente pela Comissão de Ética do Senado, que então era presidido por Barbara Boxer. O diretor da Escola de Relações Públicas e Internacionais da universidade diz que Rubio "traz uma grande quantidade de conhecimentos, visões e experiência do processo político para a sala de aula... nossos estudantes aprenderão de um senador dos Estados Unidos incumbente, o que é uma oportunidade incrível."
Quando Rubio aceitou a indicação como professor adjunto da Universidade Internacional da Flórida ele concordou em levantar a maior parte do financiamento para o seu cargo de fontes privadas. O bilionário Norman Braman, também um grande patrocinador da campanha de Rubio, doou 100 mil dólares para financiar a posição de professor de Rubio. o gabinete de Rubio afirma que outros senadores, como o então senador Joe Biden, ocupou posições como professor durante seus mandatos.

## Senado dos Estados Unidos

### Eleições de 2010
Em 5 de maio de 2009, Rubio anunciou em seu website que ele planejava concorrer à cadeira do Senado dos Estados Unidos deixada vaga por Mel Martínez, que havia anunciado que não concorreria à reeleição.  Martinez subsequentemente anunciou (em Agosto de 2009) que ele renunciaria antes de concluir seu mandato, e no ato de sua renúncia foi substituído por George LeMieux. Antes de fazer seu anúncio em 5 de Maio de 2009, Rubio se encontrou com levantadores de fundos e apoiadores em todo o estado. Inicialmente com uma desvantagem de dois dígitos na primária contra o então Governador de seu próprio partido, Charlie Crist, Rubio ao fim ultrapassou Crist nas pesquisas para a nomeação Republicana. Na sua campanha, Rubio recebeu o apoio de membros do Tea Party, muitos dos quais estavam insatisfeitos com as políticas de Crist como governador.
Em 28 de abril de 2010, Crist anunciou que ele concorreria sem uma filiação partidária, efetivamente cedendo a nomeação do Partido Republicano para Rubio.
Muitos dos maiores patrocinadores de Crist, bem como a liderança do Partido Republicano, recusaram apoiar Crist após Rubio vencer a nomeação Republicana para o Senado.
Em 2 de novembro de 2010, Rubio venceu as eleições gerais com 49% dos votos contra 30% de Crist e 20% do democrata Kendrick Meek. Após sua vitória nas eleições, Rubio logo se tornou objeto de especulação como um potencial candidato Republicano para a eleição presidencial de 2012. À época de sua eleição, Rubio juntou-se a Bob Menendez de Nova Jérsei como os únicos dois latino-americanos no Senado. (Ted Cruz seria eleito senador pelo Texas dois anos mais tarde.)

### Mandato como Senador
Durante os primeiros quatro anos de Rubio no Senado dos Estados Unidos, os Republicanos eram minoria, mas desde Janeiro de 2015 os Republicanos têm sido o partido majoritário no Senado.

#### Na minoria
Logo após assumir em 2011, Rubio disse que não tinha interesse em concorrer para presidente ou vice-presidente nas eleições presidenciais de 2012. Em Março de 2012, quando ele apoiou oficialmente Mitt Romney para presidente, Rubio disse que não esperava e não queria ser escolhido como candidato à vice-presidência, mas foi vetado para vice na chapa de Romney por sua equipe de campanha. A ex-assessora de Romney, Beth Myers, disse que o processo de veto não foi baseado em nada que desqualificasse Rubio.
Ao tomar posse, Rubio contratou Cesar Conda para ser seu chefe de gabinete.  Conda, um ex-conselheiro do Vice-Presidente Dick Cheney, e ex-assessor chefe dos senadores Spencer Abraham e Robert Kasten, foi sucedido em 2014 como chefe de gabinete de Rubio por seu assistente, Alberto Martinez, mas Conda permaneceu como conselheiro em meio-período.
Durante seu primeiro ano de mandato, Rubio tornou-se um defensor influente do embargo dos Estados Unidos a Cuba, e induziu o Departamento de Estado a voltar atrás na nomeação para embaixador de Jonathan D. Farrar, que foi o Chefe de missão da Seção de Interesses dos Estados Unidos em Havana de 2008 a 2011. Rubio acreditava que Farrar não foi assertivo o suficiente diante do regime dos Castro. Também em 2011, ele foi convidado para visitar a Biblioteca Presidencial Ronald Reagan, onde ele deu um discurso bem divulgado em louvor a Ronald Reagan, e também salvou Nancy Reagan de um tombo.

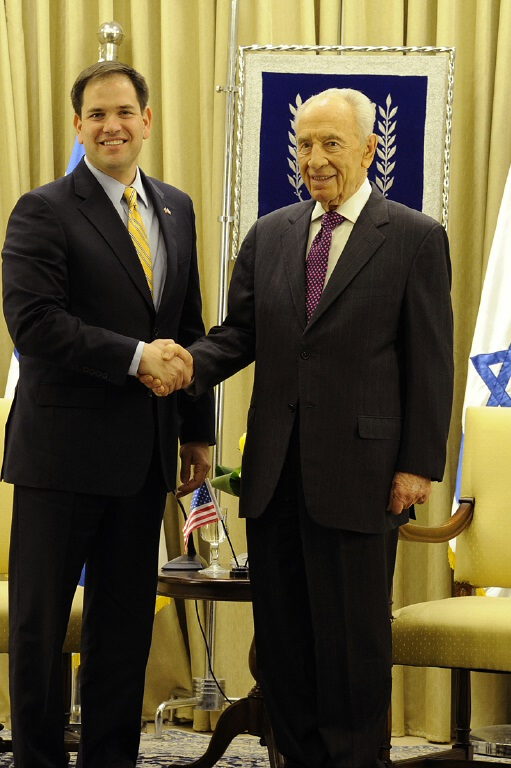
Em reunião em fevereiro de 2013 com o Presidente de Israel, Shimon Peres, durante viagem a Jordânia e Israel.

Em março de 2011, Rubio apoiou a participação dos EUA na campanha militar na Líbia para derrubar o líder líbio Muammar al-Gaddafi.  Ele instou para que os líderes do Senado trouxessem "uma resolução bipartidária ao Senado autorizando a decisão do Presidente de participar na ação militar aliada na Líbia".  A administração decidiu que nenhuma autorização do Congresso era necessária sob a Resolução de Poderes de Guerra de 1973; O senador Joe Lieberman uniu-se a Rubio para escrever um artigo de opinião para o Wall Street Journal em Junho de 2011 instando novamente sobre a passagem desta autorização.  Em Outubro de 2011, Rubio juntou-se a vários outros senadores para pressionar um compromisso contínuo para "ajudar a Líbia a estabelecer as bases para uma segurança sustentável."  Logo após Gaddafi ser derrubado, Rubio alertou que havia uma séria ameaça posta pela propagação de milícias e armas, e pediu por mais envolvimento dos EUA para conter aquela ameaça.
Rubio votou contra a Lei de Controle de Orçamento de 2011, que incluía cortes automáticos no orçamento. Ele posteriormente disse que gastos com defesa nunca deveriam ser indexados aos impostos e ao déficit, chamando a política de uma "ideia terrível" baseada em uma "falsa escolha."
Em Outubro de 2011, Rubio co-patrocinou a Lei de Redução do Tamanho do Governo Federal. O projeto, que não foi votado no Senado teria reduzido o número de empregados do governo federal em 10% em 2015.
No mês seguinte, Rubio e o Senador Chris Coons, Democrata do estado de Delaware, propuseram a Lei de Crescimento, Recuperação, Empoderamento e Empreendedorismo Americano (AGREE Act), que teria estendido muitos créditos tributários e isenções para negócios que investissem em pesquisa e desenvolvimento, equipamentos, e outros capitais; provido um crédito tributário para veteranos que iniciassem um negócio em franquia; permitido um aumento da imigração para certos tipos de vistos de trabalho; e fortalecido proteções de copyrights.
Em 2012, Rubio introduziu um projeto de lei, proposto juntamente com o senador Joe Manchin, Democrata da Virginia Ocidental, para permitir empregadores a serem isentos do então recentemente imposta cobertura obrigatória para contracepção, baseada em fundamentos religiosos ou morais, mas o projeto não foi aprovado pelo Senado.
Rubio votou contra as resoluções do "abismo fiscal" de 2012. Embora ele tenha recebido alguma críticas por este posicionamento, ele respondeu: “Milhares de pequenos negócios, não apenas os ricos, agora serão forçados a decidir como eles pagarão este novo imposto, e, provavelmente, eles o farão demitindo funcionários, cortando suas horas de trabalho e benefícios, ou protelando as novas contratações que eles pretendem fazer. E para piorar as coisas, este imposto não ajuda em nada para colocar nossa perigosa dívida sob controle.”

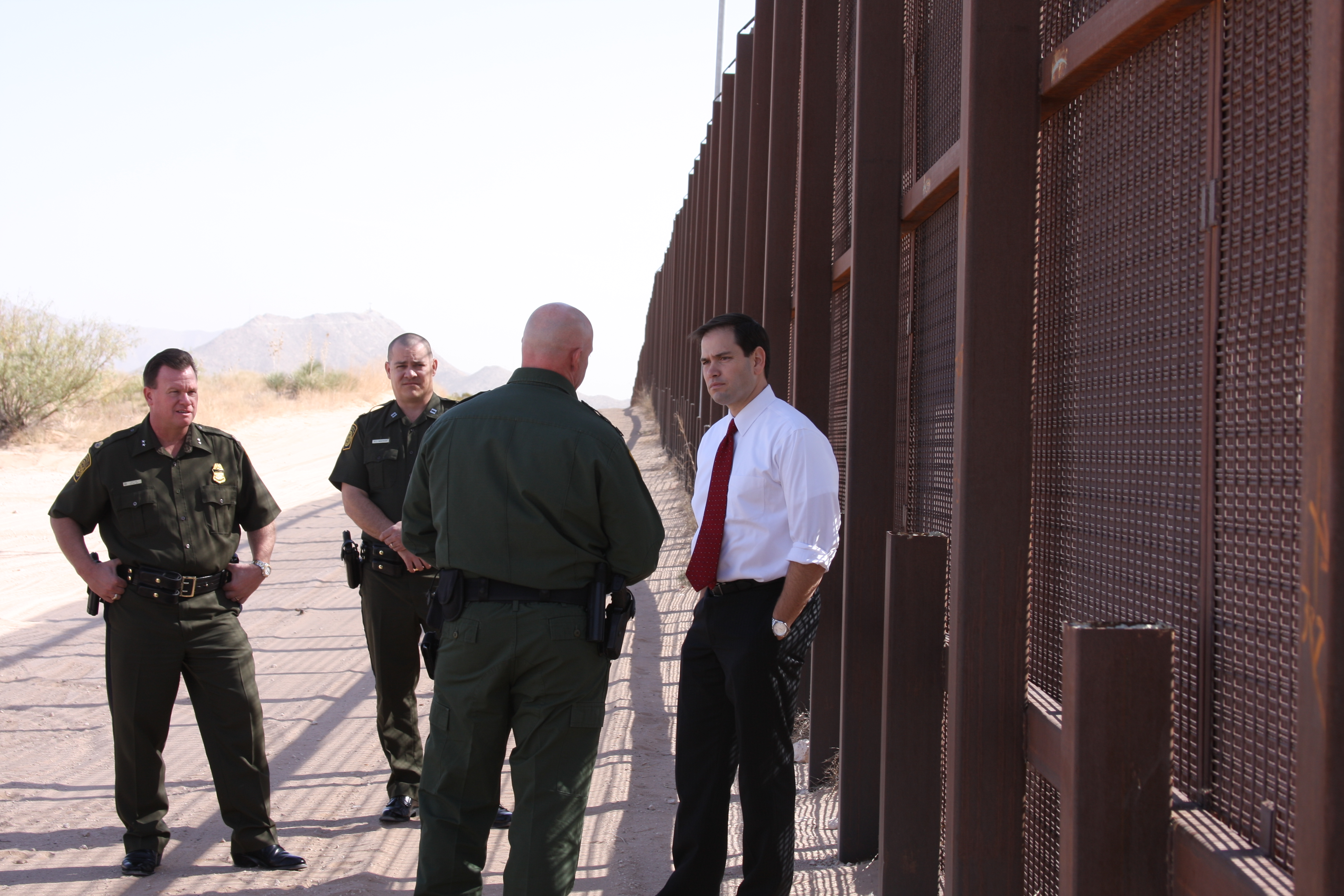
Visitando a fronteira entre EUA e México em Novembro de 2011 com oficiais da Patrulha de Fronteira dos EUA

Em 2013, Rubio participou do movimento suprapartidário de senadores chamado de "Gangue dos Oito", que criou um projeto de lei que implantava uma legislação mais flexível para a imigração. Rubio propôs um plano que criaria um caminho para a obtenção de cidadania para imigrantes não documentados morando atualmente nos Estados Unidos, o que envolvia o pagamento retroativo de taxas e impostos, verificação de antecedentes, e um período probatório; este plano seria implantado somente após o fortalecimento da segurança na fronteira do país.  O projeto passou no Senado com 68 votos a 32 com o seu apoio, mas Rubio então sinalizou que o projeto não seria enviado à Câmara porque outras prioridades, como revogar o Obamacare, eram uma maior prioridade para ele; a Câmara nunca apreciou o projeto. Rubio desde então explicou que ele ainda apoia a reforma na imigração, mas através de uma abordagem diferente ao invés de um simples projeto de lei flexível.

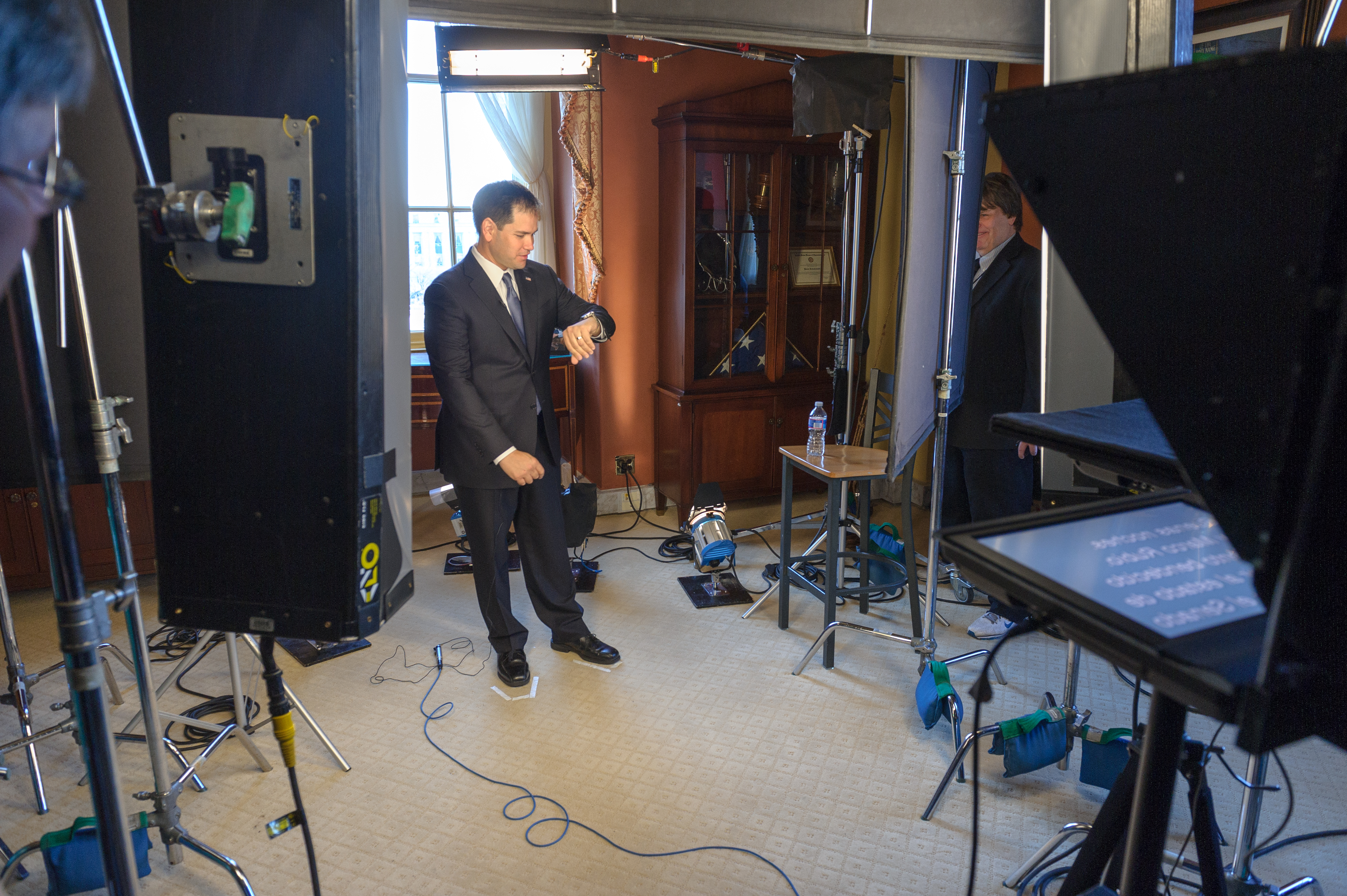
Momentos antes de dar resposta ao Discurso sobre o Estado da União em fevereiro de 2013

Rubio foi escolhido para dar a resposta Republicana ao Discurso sobre o Estado da União do Presidente Obama de 2013. Este discurso marcou a primeira vez em que a resposta foi dada em inglês e em espanhol. A tentativa de Rubio de se posicionar fortemente contra os iminentes cortes na defesa foi minado pela resposta adicional do também senador republicano Rand Paul, que pediu que os cortes fossem feitos.
Em abril de 2013, Rubio votou contra a expansão da verificação de antecedentes para compra de armas, argumentando que tal aumento das medidas regulatórias seria de pouca ajuda na captura de criminosos. Já em maio, Rubio propôs a Lei de Custos de Regulação Para Pequenos Negócios, que teria requerido à agência federal de administração de pequenos negócios a condução de um estudo anual para estimar o custo total da regulação dos pequenos negócios.
Em julho de 2013, Rubio e o Senador Ben Cardin, Democrata do estado de Maryland, introduziram a Lei de Transparência na Ajuda Externa de 2013. O projeto requereria que o as agências federais monitorassem e reportassem regularmente o desempenho dos programas de assistência externa baseado em metas e medidas específicas. Os relatórios seriam feitos publicamente. Segundo Rubio: "Os programas de assistência externa da América precisam ter maior transparência para assegurar que eles estão desenvolvendo nossos valores e interesses no exterior."
Em 2014, Rubio propôs um projeto de lei juntamente com o Senador Mark Warner, Democrata do estado de Virgínia, para revisar o processo de cálculo e coleta de empréstimos estudantis. O projeto basearia os pagamentos dos empréstimos estudantis na renda subsequente e automaticamente coletaria os pagamentos dos salários para simplificar o processo e eliminar as taxas de serviço dos empréstimos.

#### Na maioria

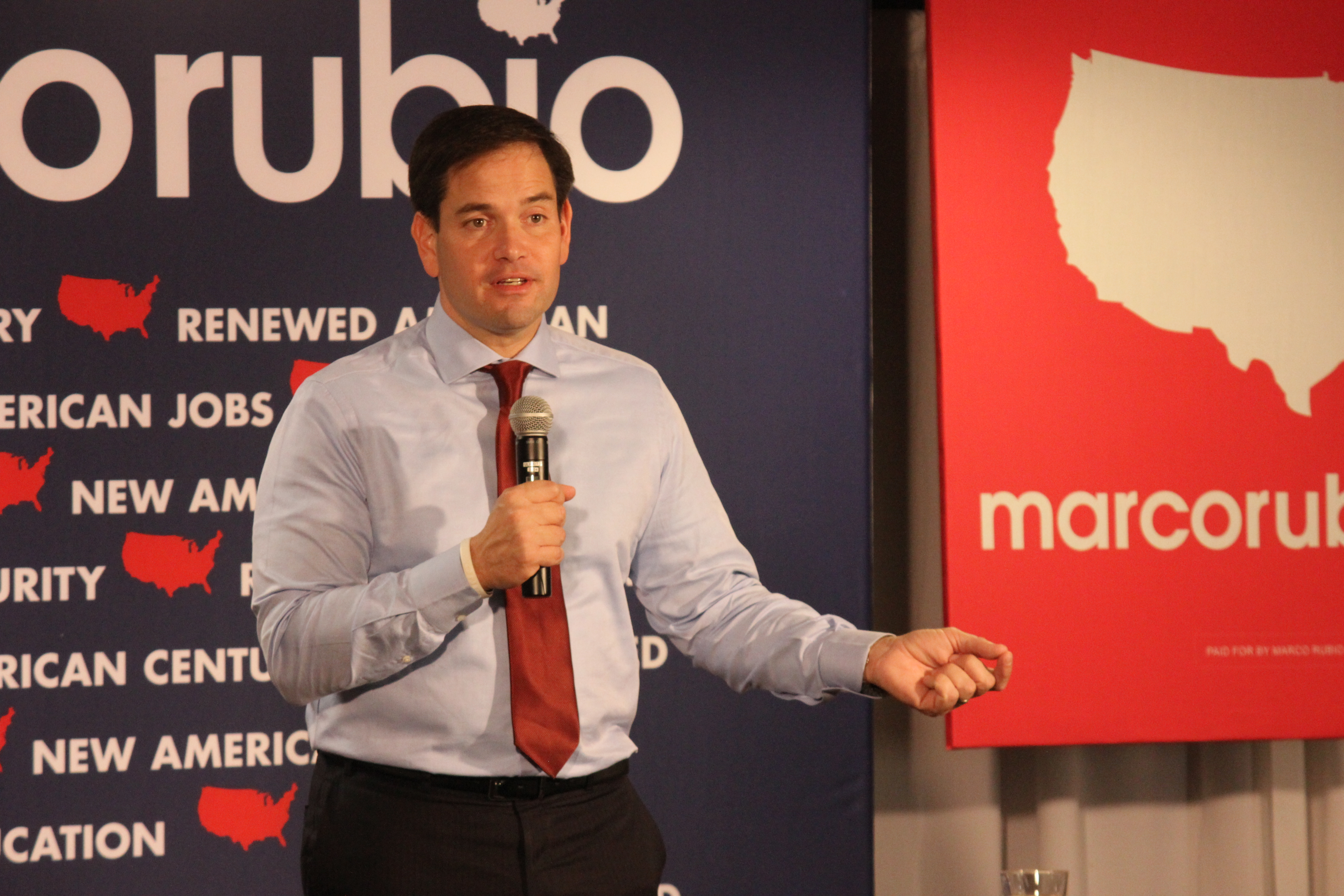
Rubio em Novembro de 2015

Os Republicanos tomaram o controle do Senado dos Estados Unidos como resultado das eleições em Novembro de 2014.  Quando este novo período de controle republicano começou, Rubio pediu a eliminação dos "corredores de risco" usados pelo governo federal para compensar as seguradoras por suas perdas como parte da Lei de Proteção ao Paciente e Cuidado Acessível (PPACA). Os corredores de risco deveriam ser financiados pelas seguradoras lucrativas participantes do PPACA.  Contudo desde que as perdas das seguradoras começaram a exceder significativamente seus lucros no programa, os corredores de riscos foram esvaziados. Seus esforços contribuíram para a inclusão de uma provisão no orçamento federal de 2014 que protegeu outras fontes de financiamento de serem aproveitadas para preencher os corredores de risco.
Em Fevereiro de 2015, Rubio afirmou que o Departamento dos Assuntos dos Veteranos dos Estados Unidos estava "simplesmente desabando com o peso de sua própria burocracia", e apoiou a proposta dos veteranos de abrir o cuidado deles a provedores privados.
Em Março de 2015, Rubio e o Senador Mike Lee, Republicano do estado de Utah, propuseram um plano tributário que, segundo o The Wall Street Journal, combinava o pensamento de "economistas do lado da oferta à moda antiga da era Reagan" e de uma "geração de pensadores conservadores reformistas predominantemente jovens" que estão preocupados com a carga tributária sobre a classe média.  O plano diminuiria a alíquota máxima do imposto de renda corporativo de 38% para 25%, eliminaria o imposto sobre os ganhos de capital, dividendos e heranças, e criaria um novo crédito tributário para filhos de 2.500 dólares por filho. O plano fixaria a alíquota máxima do imposto de renda individual em 35%. O plano também incluía uma proposta para substituir os auxílios do sistema de bem-estar social, incluindo tíquetes-refeição e o Crédito de Imposto de Renda sobre os ganhos por um novo "sistema de benefícios consolidado".
Segundo análise da agência de mídia Vocativ reportada pelo canal Fox News, Rubio faltou a 8,3% das votações desde sua posse como senador, de Janeiro de 2011 a Fevereiro de 2015.  De 27 de Outubro de 2014 a 26 de Outubro de 2015, Rubio compareceu a 74% das votações do Senado, segundo análise do website GovTrack.us, que acompanha o histórico de votações do Congresso.  No contexto histórico o índice de assistência de Rubio às votações do senado não é excepcional entre os senadores que concorrem à nomeação presidencial, como o Senador John McCain, cujo índice de ausência em 2007 foi muito maior. Contudo seu índice é o pior entre os três senadores que fizeram campanha para presidente em 2015.
Durante seu mandato no Senado, Rubio tem proposto projetos de lei em questões que variam da crise humanitária no Haiti à invasão russa na Ucrânia, e foi um crítico frequente e proeminente das ações do presidente Obama na área de segurança nacional. Contribuiu para os esforços do governo Trump para endurecer as sanções econômicas contra a Venezuela e propôs uma intervenção contra venezuelano.

### Comissões do Senado
No Senado dos Estados Unidos, ele preside a Subcomissão de Comércio dos Oceanos, Atmosfera, Pesca, e Guarda Costeira, bem como a Subcomissão de Relações Exteriores do Hemisfério Ocidental, Crimes Transnacionais, Segurança Civil, Democracia, Direitos Humanos e Assuntos Globais das Mulheres. Ele está inscrito nas seguintes comissões do Senado:
- Comissão de Comércio, Ciência e Transportes[127]
  - Subcomissão de Operações de Aviação e Segurança
  - Subcomissão de Comunicações, Tecnologia e Internet
  - Subcomissão de Comércio dos Oceanos, Atmosfera, Pesca, e Guarda Costeira (presidente)
  - Subcomissão de Ciência e Espaço
- Comissão de Relações Exteriores[128]
  - Subcomissão para a Ásia Oriental, Pacífico e Políticas de Cybersegurança Internacional
  - Subcomissão para a África e Políticas de Saúde Global
  - Subcomissão para o Oriente Próximo, Ásia Meridional e Central e Contraterrorismo
  - Subcomissão para o Hemisfério Ocidental, Crimes Transnacionais, Segurança Civil, Democracia, Direitos Humanos e Assuntos Globais das Mulheres (presidente)
- Comissão Especial de Inteligência
- Comissão de Pequenos Negócios e Empreendedorismo